# Haeinsa
Haeinsa (hangul: 해인사; hanja: 海印寺; što znači "hram odraza na glatkom moru") je glavni hram korejske budističke Jogye (대한불교조계종, 大韓佛敎 曹溪宗) koji se nalazi u gorju Gaya, općina Hapcheon u pokrajini Južni Gyeongsang (Južna Koreja). Hram je najpoznatiji po drvenim dvoranama Janggyeong Panjeon u kojima se još od 1398. godine čuva 81.350 drvoreza, poznatih kao Tripitaka Koreana, a koji su najpotpunija kolekcija budističkih tekstova na svijetu. Zbog toga je Janggyeong Panjeon 1962. godine upisan kao Nacionalno blago Koreje br. 52., a 1995. godine i na UNESCO-ov popis mjesta svjetske baštine u Aziji kao "najstarije skladište tripitaka koja predstavljaju izvanredno majstorstvo inovacija i primjena tehnika konzervacije kako i se što bolje sačuvale njihove drvene matrice".
Haeinsa je jedan od "Tri korejska hrama-dragulja", tj. tri najvažnija budistička hrama u Koreji koji svaki predstavlja jednu vrijednost budizma (Tongdosa predstavlja Budu, Haeinsa dharmu ili budino učenje, a Songgwangsa sanghu ili budističku zajednicu). U njemu je još uvijek jako aktivna zajednica učenja Seon (선, 禪). 

## Povijest
Hram Haeinsa je izvorno sagrađen 802. godine, prema legendi po nalogu kralja Aejanga (애장왕, 哀莊王) čiju su ženu izliječili dvojica korejskih budističkih monaha na povratku iz Kine, Suneung i njegov učenik Ijeong. Prema navodu Choe Chi-Wona iz 900. godine, ova dvojica monaha su priskrbila naklonost kraljice koja je prihvatila budizam i pomogla financirati izgradnju hrama. 
Glavna "Velika dvorana tišine u svjetla" ( Daejeokkwangjeon (대적광전, 大寂光殿) je neobična jer je posvećena Vairocana Budi (nebeski Buda) dok je većina glavnih dvorana korejskih hramova posvećena Seokgamoniju (Šakjamuni Buda ili tjelesni Buda). U hramu se pored slavnih Tripitaka Koreana, nalaze i druga nacionalna blaga kao što su realistični drveni portreti monaha, budističke slike, kamene pagode i lanterne, te kraljevska odora kralja Gwanghaeguna iz 17. stoljeća.
Hramski kompleks je više puta obnavljan; u 10. stoljeću, te 1488., 1622. i 1644. godine. Hram je potpuno izgorio 1817. i obnovljen je sljedeće godine po izvornom planu.

## Janggyeong Panjeon
Iako se vjeruje kako su starije, zna se da je dvorane-skladište Janggyeong Panjeon obnovio kralj Sejo 1457. godine. Ove dvorane, koje su najstariji dio hrama Haeinsa, su jedne od najvećih
drvenih skladišta na svijetu općenito. Sastoje se od četiri jednostavne dvorane koje zajedno tvore oblik kvadrata ukupne duljine 60,44, širine 8,73 i visine 7,8 m. I gornja (Beopbojeon ili "dvorana dharme") i donja dvorana (Sudarajang ili "dvorana sutri") imaju dvije male prostorije koje služe kao knjižnice.
Kako bi se njihov sadržaj najbolje sačuvao, kompleks dvorana Janggyeong Panjeon je iskoristio nekoliko prirodnih odlika. Prije svega, izgrađen je na najvišoj točki hramskog kompleksa Haeinsa, na visini od 655 metara; okrenut je jugozapadu kako bi se izbjegao vlažni zrak iz doline i suhi vjetrovi s planinskih vrhova. Prozori su postavljeni na svim zidovima, a oni na sjevernoj i južnoj strani su različitih veličina kako bi pospješivali ventilaciju, po načelima hidrodinamike. Glineni podovi su ispunjeni ugljenom, kalcijevim oksidom, solju, limetom i pijeskom, a drveno-glineni krovovi slamom, kako bi se spriječio ulazak vlage; te nijedan dio dvorane nije izložen izravnom djelovanju sunčevih zraka.
Začudo, ostale su nedirnute tijekom japanske okupacije Koreje u 16. stoljeću, ali i strašnog požara 1818. godine kada je hram većinom izgorio. Navodno je i jedan pilot u Korejskom ratu odbio baciti bombe na hram sjetivši se kako se u njemu čuva neprocjenjivo blago.
Naime, u dvoranama Janggyeong Panjeon se još od 1398. godine čuva 81.350 drvoreza, poznatih kao Goryeo Tripitaka ili Tripitaka Koreana. Tripitaka (sanskrt za "tri korpe") naziv je za budističke sutre, tj. budistički kanon, a korejska kolekcija iz 13. stoljeća je najstarija i najveća na svijetu. Napisana je na hanja ("kinesko pismo") pismu s 52.382.960 znakova organiziranih u 1.496 naslova i 6.568 svezaka. Svaka drvena matrica ima promjer 70 x 24 cm i debela je od 2,6 do 4 cm, te teška oko 3,5 kg. Svaka matrica ima 23 linije teksta s 14 znakova po liniji, dakle svaukupno oko 644 znaka.
Tripitaka Koreana je važna ne samo kao najpotpunija kolekcija budističkih tekstova, zakona i zapisa koje su sastavili korejski budistički monasi uklopivši budističke tekstove iz kineske pokrajine Khitan u 11. stoljeću (Sjeverna dinastija Song) s korejskim budističkim djelima, nego svojom izvornošću i bezgrešnošću (koja je više puta provjeravana) svjedoči o velikoj estetskoj i obrtničkoj vještini.
- Kompleks hrma Haeinsa
- Središnji trg unutar Janggyeong Panjeona s pagodom
- Jedna stranica Tripitake Koreane iz 1371. god.
- Jedan od paviljona
- Jezero odraza

## Vanjske poveznice
- Službena stranica hrama Haeinsa  Arhivirana inačica izvorne stranice od 9. svibnja 2017. (Wayback Machine) (kor.)
- Cultural Heritage: Haeinsa Janggyeong Panjeon  Arhivirana inačica izvorne stranice od 30. rujna 2007. (Wayback Machine) (engl.)
- Asian Historical Architecture: Haeinsa (engl.)